# Erinnerungszeichen zur Silbernen Hochzeit

Das Erinnerungszeichen zur Silbernen Hochzeit 1906 ist ein silbernes Erinnerungsabzeichen, welches am 27. Februar 1906 durch Kaiser Wilhelm II. anlässlich der Silberhochzeit des Kaiserpaares in einer Ausführung gestiftet wurde. Verliehen wurde es einmalig im engsten geladenen Personenkreis des Paares sowie an 119 Veteranen der 2. Kompanie des 1. Garde-Regiments zu Fuß.
Das Abzeichen hat die Form einer silbernen Spange in Form eines Kreises, welches aus zwei unten gekreuzten Lorbeerzweigen besteht, die sich nach oben hin mittig vereinen. In der Mitte des Kreises sind die römischen Ziffern XXV (25) zu lesen. Getragen wurde die Spange, welche auf dem Ordensband des zuletzt verliehenen Bandordens oder einem weißen Band geheftet wurde, an der linken oberen Brustseite der Beliehenen an dessen Bandspange.